# Quinta de São Vicente
A Quinta de São Vicente é um complexo agrícola junto da vila de Ferreira do Alentejo, em Portugal, que inclui uma casa senhorial no estilo romântico.

## Descrição
A Quinta de São Vicente é uma exploração agrícola, destinada principalmente à exploração de azeite. Em 2008, ocupava cerca de 800 hectares, dos quais 700 eram de olival, e tinha um lagar, um laboratório, uma loja e escritórios. Destaca-se principalmente a grande casa senhorial, no estilo romântico, decorada com terraços, arcadas e colunatas, e que inclui vários painéis de azulejos. A Quinta também possui um jardim, que é alimentado por canais de água que funcionam por gravidade.
O complexo inclui uma barragem própria, que na década de 1970 era utilizada pela população da vila como um local de pesca e de recreio. Com efeito, chegou a ser considerada como um dos principais pontos para a pesca fluvial no concelho.

## História
A Quinta de Vicente foi construída no século XVIII por uma importante família da região, os Passanha, que veio de Itália para Portugal no século XVI, e que em 1738 instalaram-se no Alentejo. O complexo sofreu grandes obras de modificação nos séculos XIX e XX. A quinta também se destacou pela sua produção queijeira, como foi relatado no Guia de Portugal, editado em 1927.
Na década de 1940, a Quinta foi abrangida na Campanha do Trigo, um programa do Estado Novo para desenvolver a produção cerealífera no Alentejo. Na sequência da Revolução de 25 de Abril de 1974, que restaurou a democracia em Portugal, os proprietários da quinta refugiaram-se no estrangeiro, tendo a propriedade sido ocupada. O complexo foi posteriormente abandonado, tendo sido reabilitado em 2003, pelo administrador da empresa Taifas, João Filipe Passanha, que veio da Bélgica para Portugal.
Em 2010, a empresa Taifas, que explora a Quinta de São Vicente, ganhou o prémio para o melhor azeite maduro frutado do mundo. Em Março de 2011, o jornal Público noticiou que o Itinerário Principal n.º 8, então em planeamento, iria passar pela propriedade, dividindo-a ao meio. João Filipe Passanha criticou esta medida, que iria levar ao abate de seis mil oliveiras, interrupção de caminhos de acesso ao lagar, e à demolição de várias infra-estruturas de rega, levando a um avultado prejuízo financeiro. Além disso, a presença de uma auto-estrada também iria destruir a imagem da quinta, algo de muito importante para manter o prestígio da marca do azeite. Em 2012, foram interrompidas as obras na auto-estrada, devido à falta de meios financeiros. Em 2018, foi organizada uma visita à Quinta de São Vicente, no âmbito do Festival Terras sem Sombra.